# TV Ativa (Boa Vista)
TV Ativa é uma emissora de televisão brasileira sediada em Boa Vista, capital do Estado de Roraima. Opera no canal 20 (19 UHF digital) e é afiliada à TV A Crítica.

## História
A TV Ativa entrou no ar em 10 de janeiro de 2003 como afiliada a TV Gazeta e dedica desde então, quase um terço de seu tempo de transmissão diária (6h às 24h), a programação local (jornalismo, entretenimento, cultural e comercial).
Em outubro de 2016, fechou parceria com a TV Cultura para retransmitir seu sinal para a Região Metropolitana de Boa Vista. A parceria também permite que o canal gere suas matérias jornalísticas locais voltadas à questão ambiental. O sinal da Cultura passou a ser transmitido em 19 de outubro. porém mesmo com a nova rede que possui programação ininterrupta por 24hs a emissora continua desligando seus retransmissores à meia-noite e retornando ás 6hs da manhã. Em 2019, muda o nome para TV Cultura Roraima.

## Sinal digital
Com base no decreto federal de transição das emissoras de TV brasileiras do sinal analógico para o digital, a TV Cultura, bem como as outras emissoras de Boa Vista, cessou suas transmissões pelo canal 20 UHF em 31 de outubro de 2018, seguindo o cronograma oficial da ANATEL.